# 斯圖皮諾區

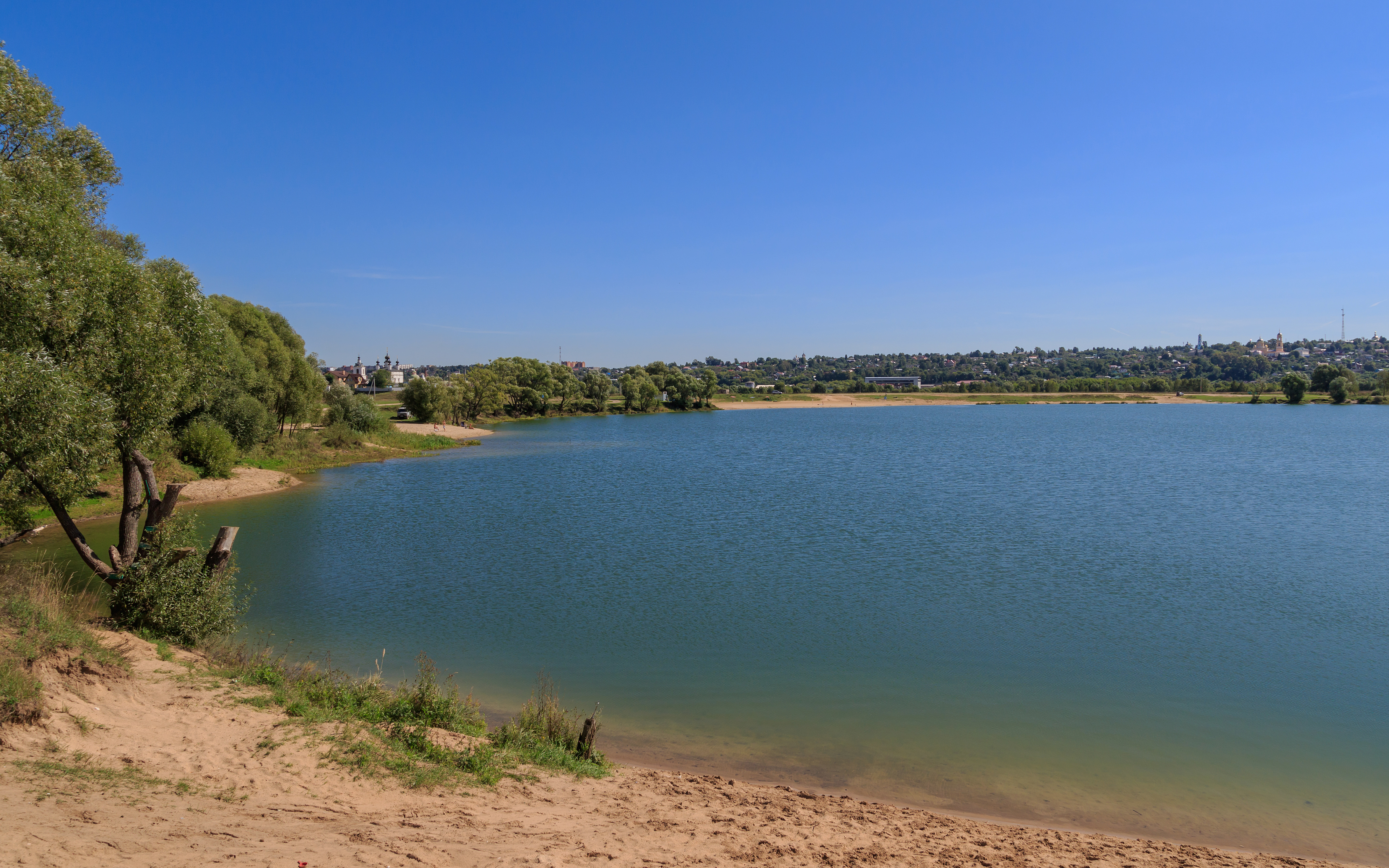

54°53′N 38°04′E / 54.883°N 38.067°E
斯圖皮諾區（俄语：Ступинский район），是俄羅斯的一個區，位於該國西部，由莫斯科州負責管轄，是俄羅斯莫斯科州的三十六個區之一。 面積1,707.73平方公里，2010年該區人口119,282，人口密度每平方公里69.85人。